# Хитрово (Смоленская область)
Хитрово    — деревня  в  Смоленской области России,  в Сафоновском районе. Население – 2 жителя (2007 год)  .  Расположена в центральной части области  в 29 км к северо-востоку от города Сафонова,  в 16 км севернее автодороги М1 «Беларусь».  В 20 км южнее деревни железнодорожная станция Издешково на линии Москва — Минск.  Входит в состав Богдановщинского сельского поселения.

## Экономика
Фермерское хозяйство «Гапеева И.Т.» .